# Tour de l'Algarve 1984
Navigation
1983 1985
Le 10e Tour de l'Algarve a lieu du 27 avril au 1er mai 1984, dans cette région la plus méridionale du Portugal continental.
Cette édition est marquée par la chute mortelle du coureur portugais Joaquim Agostinho alors porteur du maillot jaune. 

## Généralité
La vitesse moyenne de ce tour est de plusieurs dizaines de km/h[Combien ?].

## Classement général final
|    | Cycliste               | Équipe       |    | Temps            |
| -- | ---------------------- | ------------ | -- | ---------------- |
| 1. | Belmiro Silva (pt)     | [Laquelle ?] | en | 19 h 40 min 00 s |
| 2. | Benedito Ferreira (en) | [Laquelle ?] | +  | 48 s             |
| 3. | Manuel Cunha           | [Laquelle ?] |    | 52 s             |
| 4. | João Santos            | [Laquelle ?] |    | 54 s             |
| 5. | Marco Chagas           | [Laquelle ?] |    | 1 min 00 s       |

## Les étapes
| Étape     | Villes étapes  | Km          | Vainqueur d'étape   |
| 1re étape | [Lesquelles ?] | [Combien ?] | Paulo José Ferreira |
| 2e étape  | [Lesquelles ?] | [Combien ?] | Fernando Ventura    |
| 3e étape  | [Lesquelles ?] | [Combien ?] | Manuel Zeferino     |
| 4e étape  | [Lesquelles ?] | [Combien ?] | Joaquim Agostinho   |
| 5e étape  | [Lesquelles ?] | [Combien ?] | Marco Chagas        |
| 6e étape  | [Lesquelles ?] | [Combien ?] | Joaquim Carvalho    |
| 7e étape  | [Lesquelles ?] | [Combien ?] | António Fernandes   |

## Classements annexes
| Classement par points             | António Fernandes       |
| Classement du meilleur grimpeur   | Manuel Cunha            |
| Classement de la meilleure équipe | Sporting-Raposeira (pt) |